# Acontia cuprina
Acontia cuprina là một loài bướm đêm trong họ Noctuidae.